# Box1824
Box 1824 é uma agência de pesquisa de tendências em consumo, comportamento e inovação. A empresa adota metodologias pouco ortodoxas na pesquisa de mercado qualitativa, como a invasão de cenários. A Box 1824 ajuda a desenhar cenários futuros e antecipar movimentos comportamentais através de projetos de inteligência estratégica. Além disso, vem realizando estudos de linguagem, DNA de marca, comunicação e recrutamento de novos talentos. Atende clientes de diversos segmentos do mercado, incluindo Samsung, PepsiCo, Itaú, FIAT, Nike, Nestlé, C&A  e InBev.

## História
A Box 1824 foi fundada em 2004 por Rony Rodrigues e João Mognon Cavalcanti, em Porto Alegre. Utilizando uma rede de correspondentes em todo o mundo, a empresa tem uma estrutura descentralizada de trabalho, tendo sido pioneira no conceito de home-office no Brasil, estabelecendo com seus colaboradores uma política de cronogramas e metas a cumprir.
Em 2007, a empresa recebeu uma indicação para o Prêmio Caboré, na categoria Serviço Especializado. Em 2009, foi finalista do Excellence Award for the Best Paper na conferência de pesquisa de mercado ESOMAR, na Grécia.
Em 2010, foi criada a holding OGrupo, da qual a Box 1824 passou a fazer parte junto às empresas LiveAD, especializada em marketing de disseminação e ações online; Aquiris, desenvolvedora de games; e TalkInc., especializada em pesquisa online.
Em 2012, a empresa NexoHW foi concebida como um braço da Box 1824 especializado em localizar e recrutar novos talentos para corporações. São jovens que as companhias não conseguem encontrar por meio de seus programas de trainee ou processos seletivos, que apesar de altamente disputados nem sempre satisfazem às exigências das empresas. O primeiro cliente da Next foi a Ambev, depois vieram Itaú, Fiat, Unilever, Votorantim.
Em 2014, a Box 1824 adotou o modelo de co-working, dividindo seu espaço físico com start-ups e empresas inovadoras em uma parceria com a rede Plug N' Work.

## Principais pesquisas
Seu primeiro case notório foi o tênis Olympikus Tube, um projeto de 2004 que colocou um designer da Olympikus em contato com 18 grupos de jovens em Porto Alegre, Rio de Janeiro e São Paulo. A pesquisa definiu o material, as cores e o preço do modelo, que se tornou o mais vendido na história da marca.
Em 2005, a Box 1824 realizou seu primeiro projeto internacional, para a Unilever. A pesquisa mapeou microtendências de skincare e envolveu países como México, Espanha, China, Estados Unidos, Índia, Tailândia, África do Sul, Japão e Inglaterra.
Em 2010, foi lançado o Novo Uno da Fiat, projetado com auxílio da Box 1824. A empresa levou um grupo de pesquisadores para conversar com jovens em bares e universidades, acompanhados de um desenhista. O traçado do carro foi feito com base nesses esboços, e a Fiat implementou diversas opções de customização envolvendo adesivos e acessórios para o modelo.
Ao longo de 2014, a Box 1824 vem realizando uma pesquisa junto ao Instituto Inhotim com o intuito de decodificar os movimentos comportamentais relacionados ao significado de sua essência e aos valores da nova vida contemporânea. O projeto está desenhando estratégias que auxiliarão a delinear o futuro da instituição.
Para 2015, a Box 1824 está desenvolvendo a curadoria do pavilhão brasileiro na Exposição Universal de 2015, que acontecerá em Milão. O projeto vencedor do edital tem arquitetura assinada pelo escritório Studio Arthur Casas e expografia e cenografia pelo Atelier Marko Brajovic.

## Projetos institucionais

### We All Want To Be Young
Em novembro de 2010, a empresa produziu o filme We All Want to Be Young, um resumo dos resultados de diversos estudos realizados nos últimos 5 anos sobre o comportamento jovem, focados especialmente no grupo dos millennials.

### Sonho Brasileiro
Sonho Brasileiro é um estudo sobre o Brasil e o futuro a partir da perspectiva do jovem de 18 a 24 anos. Trata-se de um estudo aberto, sem viés de consumo e sem fins lucrativos, realizado entre o final de 2009 e o primeiro semestre de 2011. Todos os resultados podem ser consultados e utilizados gratuitamente.

### All Work and All Play
Realizado em 2012, o estudo da Box 1824 sobre a relação do jovem com o mercado de trabalho resultou em uma vídeo que compara as motivações de cada geração e os reflexos destes comportamentos em suas relações profissionais.

### Youth Mode - Um Estudo Sobre Liberdade
Desenvolvido em parceria com o coletivo K-Hole, o report aponta a juventude como um modo de agir, pensar e sentir, desvinculado-a da idade biológica, ou seja, a visão de uma juventude não etária.
O estudo apresentou o conceito de Normcore, um movimento comportamental e estético que prioriza a adaptabilidade e a normalidade no lugar da diferenciação extrema. O termo foi amplamente debatido na imprensa global.
Em 2013, a Box 1824 apresentou o estudo junto à K-Hole na Serpentine Gallery, em Londres, durante o evento 89 Plus Marathon.

### Ponto Eletrônico
Blog lançado em 2009 sobre cultura e comportamento. Em 2014, o blog passou a publicar gratuitamente reports de tendências mapeadas pela Box 1824.

## 1824
O número 1824 se refere à teoria que estruturou o pensamento da Box. O princípio é de que os jovens de 18 a 24 anos estariam no centro primário de influência na sociedade global de consumo. Hoje, a empresa presta atenção a diferentes faixas etárias, considerando ângulos condizentes com o objetivo de cada pesquisa.